# Willy de l'Arbre
Willy de l'Arbre (31 mai 1882 - 11 mars 1952) est un skipper belge.

## Carrière
À Anvers aux Jeux olympiques d'été de 1920, Willy de l'Arbre est médaillé de bronze en classe 8 mètres sur le Antwerpia V avec Léopold Standaert, Albert Grisar, Georges Hellebuyck et Léon Huybrechts.